# Pietro Bugli
Pietro Bugli (21 ottobre 1954) è un medico e politico sammarinese.

## Attività politica
È stato Capitano Reggente della Repubblica di San Marino per il periodo 1º aprile – 30 settembre 1996 (in coppia con Pier Paolo Gasperoni): al termine del mandato, è stato sottoposto al Sindacato della Reggenza ed, a seguito di condanna, ha ottenuto la grazia dal Consiglio Grande e Generale nell'anno 2006.
Dal 24 gennaio 1994 al 26 gennaio 1998 è stato deputato all'Assemblea Parlamentare del Consiglio d'Europa dove ha ricoperto l'incarico di presidente della sottocommissione al Bilancio oltre che essere membro delle commissioni: Sanità & Affari Sociali, Rapporti con Paesi non Membri e Relazioni Parlamentari e Pubbliche.
È stato iscritto al Partito Popolare Europeo, dove ha ricoperto la carica di vice presidente.

## Attività medica
Si è laureato in Medicina e Chirurgia presso l'Università degli Studi di Bologna il 24 marzo 1982. È specializzato in Chirurgia d'Urgenza e Pronto Soccorso, Master in Medicina Estetica presso l'Istituto Visconti di Roma. Dal 1989 ricopre il ruolo di Vice Presidente della Federazione Medico Sportiva della Repubblica di San Marino.
Dal 1985 al 2006 ha esercitato la professione di aiuto medico di Pronto Soccorso presso l'Ospedale di Stato della Repubblica di San Marino.
È stato per numerosi anni medico federale della Nazionale sammarinese di pallacanestro e Tuttora medico della Nazionale di Calcio di San Marino. Dal gennaio 2005 è stato nominato quale Medico Federale per il controllo anti-doping della UEFA.
Dal 1999, nell'ambito sportivo, elabora un nuovo schema alimentare definito "Dieta Bugli".
Dal 2003 ricopre il ruolo di Presidente dell'Associazione Istituto di Medicina e Chirurgia Plastica ed Estetica.
Dal 2002 Docente Universitario a contratto in Scienze dell'Alimentazione c/o Universita; di San Marino, Siena e Napoli
Nel 2004 viene nominato Presidente dell'Associazione COCAI (International Council Against Childrens' Obesity) e si
occupa della problematica legata all'obesità infantile.
Presente in diversi programmi Rai come consulente ( Uno Mattina.Domenica in,La vit in Diretta,A rete 4 nella trasmissione Medici etc
Publica libro "Cento colpi di Forchetta" nel 2010